# 이 생명 다시한번
"이 생명 다시한번"은 1972년에 개봉한 대한민국의 영화이다.

## 캐스팅
- 문정숙
- 신영일
- 나하영
- 장동휘
- 김기범